# François Cabeau
Pour les articles homonymes, voir Jean-Michel Cabau.
François Cabeau  (8 juin 1756 - Flaçey ✝ 21 septembre 1820 - Malay-le-Petit) était un militaire français des XVIIIe et XIXe siècles.

## Biographie

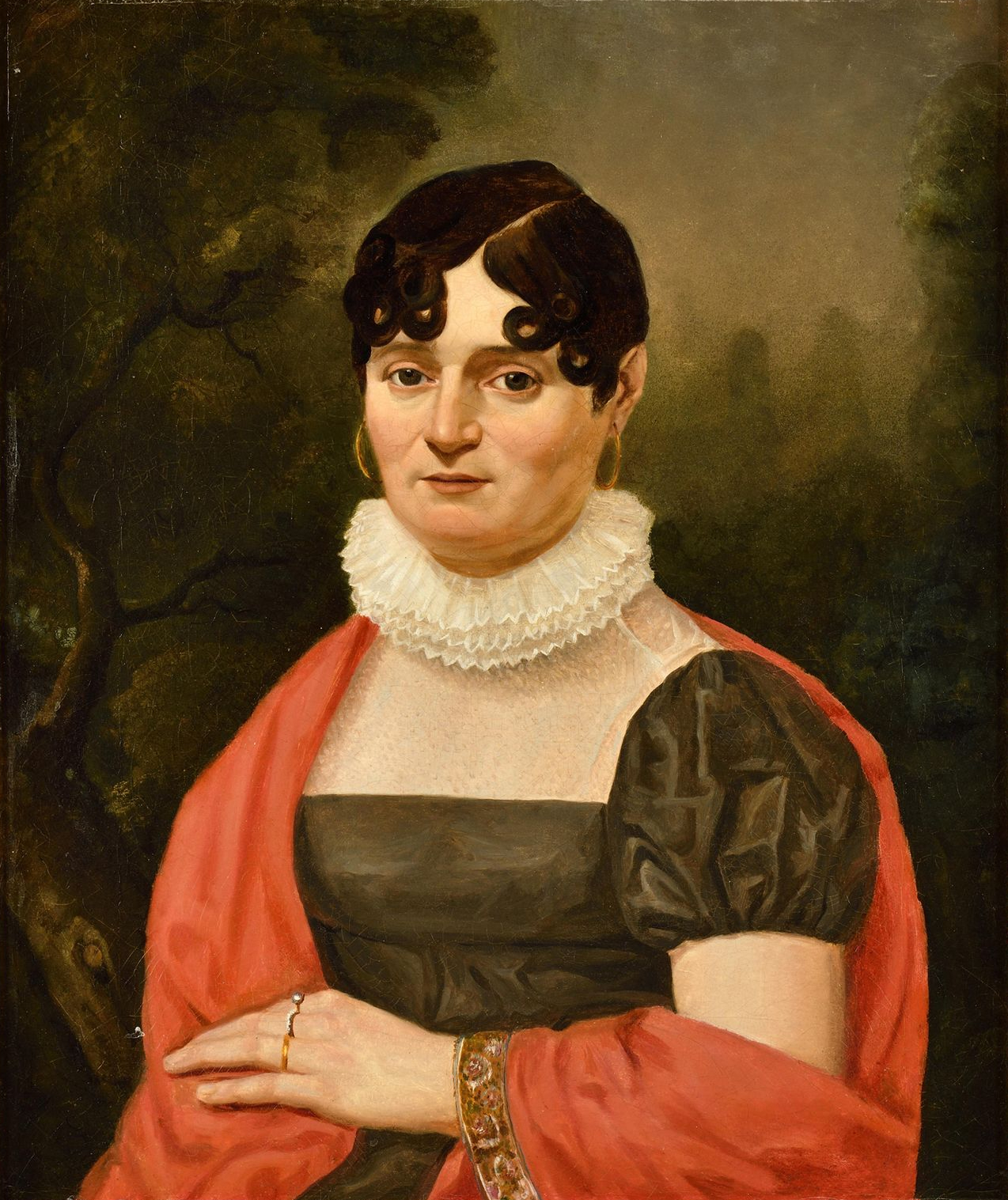
Son épouse, Antoinette (1769-1846)

Né le 8 juin 1756 à Flacey-en-Bresse, dans le département de Saône-et-Loire, François Cabeau est le fils de Gabriel Cabeau, bourgeois de cette commune et d’Antoinette Petitjean. 
Officier sous l'Ancien Régime, devenu directeur successif de plusieurs parcs d’artillerie et baron d’Empire en 1809, il décède le 21 septembre 1820 à Malay-le-Petit, dans le département de l'Yonne, à la survivance de son épouse.
Son fils, le baron Marie Sévola Cabot, né en 1793 à Cambrai, dirige l'établissement thermal de La Preste à Prats-de-Mollo, dont la famille de son épouse est propriétaire depuis 1818. Il est par ailleurs l’arrière-grand-oncle de Gisèle de Pallarès, première épouse du sculpteur Jean Osouf.

## Carrière
Canonnier dans le régiment d'artillerie d'Auxonne (6e) le 9 décembre 1774, François Cabeau devint sergent le 1er août 1781, sergent-major le 1er juillet 1791, lieutenant-adjudant-major le 23 mai 1792, et capitaine en second le 4 mai 1793. Il prit part à l'expédition de Genève en 1782, à celle de Hollande en 1787, et servit en 1792 et 1793 aux armées de la Moselle et du Nord.
Il se trouva au combat de Sainte-Menehould, à la bataille de Jemmapes, à l'affaire de Liège et à la défense de Cambrai, et se signala dans une sortie de cette place le 12 septembre 1793.
Passé à l'armée de l'Ouest en l'an II, il obtint le 4 pluviôse le brevet de capitaine-commandant. Embarqué à Brest dans le mois de brumaire an III pour la Guadeloupe, il assista au combat naval livré en vue de cette colonie, y fut fait prisonnier, et ne sortit des prisons d'Angleterre que le 1er thermidor an V.
Le gouvernement lui confia l'année suivante le commandement du parc d'artillerie établi dans la 17e division militaire (Paris). Employé depuis à Douai au parc d'artillerie de faite droite de l'armée d'Angleterre, il fit partie de l'armée du Rhin le 30 frimaire an VIII, et fut présent au passage de ce fleuve près de Schaffhouse, à ceux du Danube et du Lech, aux batailles d'Engen, de Mœskirch, de Memmingen et d'Höchstädt. Chef de bataillon le 4 messidor an VIII, it se trouva en l'an IX à l'affaire de Füssen, au passage de l'Inn et aux combats de Waltz, 
près de Salzbourg, et passa le 12 thermidor an IX 
dans le 5e régiment d'artillerie à pied, qui faisait partie de la garnison de Metz.
Affecté en l'an XII au commandement de l'artillerie de la 2e division du camp de Saint-Omer (armée des côtes de l'Océan), il reçut le 25 prairial la décoration de membre de la Légion d'honneur. Il fit la campagne d'Autriche de l'an XIV, et celle de 1806 en Prusse. Nommé colonel le 24 novembre de cette dernière année, et officier de la Légion d'honneur le 14 mai 1807, il combattit encore en Allemagne en 1809.
Provisoirement chargé à son retour en France de la direction d'artillerie à Bois-le-Duc, il y reçut le 31 mai 1810 l'avis de sa mise à la retraite.

## Distinctions
- Légionnaire (25 prairial an XII (14 juin 1804));
- Officier de la Légion d'honneur (14 mai 1807).

## Armoiries
| Figure | Blasonnement |
|        | Armes du baron Cabau et de l'Empire (décret du 15 août 1809, lettres patentes du 17 mai 1810 (Gand)). Écartelé, au premier d'azur au coq contourné, la tête à dextre d'argent, crêté et barbé de gueules, becqué et membré d'or ; au deuxième des barons titrés de l'armée ; au troisième de gueules à la bombe d'or d'or enflammée d'argent ; au quatrième d'azur au lévrier arrêté d'or. Livrées : bleu, rouge, jaune, blanc. |